# Naturpark Slatni Pjassazi
Der Naturpark Slatni Pjassazi, auch Naturpark Goldstrand genannt, ist ein 13,2 Quadratkilometer großes Waldgebiet in der bulgarischen Oblast Warna, welches 9,2 Kilometer lang und 1,3 Kilometer breit ist. Höchste Erhebung ist ein Hügel von 268 Metern Höhe.

## Flora und Fauna
7 Amphibienarten, 8 Reptilien-, 70 Vogelarten und mehr als 20 Säugetierarten sollen im Naturpark anzutreffen sein. Er zeichnet sich durch jahrhundertealte Bäume aus und beherbergt verschiedene geschützte Tier- und Pflanzenarten, die teilweise selten sind. Schon seit 3. Februar 1943 ist dieser Naturpark durch eine Verordnung des Ministeriums für Landwirtschaft und Staatsimmobilien staatlich geschützt und zudem als Natura-2000 Schutzgebiet ausgewiesen.